# Heinz Greul
Heinz Greul (* 1926 in Augsburg; † 2008) war ein deutscher Autor, Produzent, Regisseur und Komponist. Besondere Bekanntheit erlangte er als vielveröffentlichender Radiosatiriker.

## Leben
Greul war ein Mitarbeiter des Kabaretts Die Schaubude. Als Komponist war er unter anderem für Peter Hacks tätig. Er ging 1963 mit den Kabarettistinnen Helen Vita und Ursula Herking auf eine Tournee mit Vorträgen in ganz Europa. Später schrieb er Veröffentlichungen zur Geschichte des Kabaretts.
Greul war Verfasser und Herausgeber der ersten internationalen Kabarettgeschichte in deutscher Sprache „Bretter, die die Zeit bedeuten“ und „Bretter, die die Welt bedeuten“ (beide 1967).

## Werke
- Chansons der zwanziger Jahre. Mit Texten von Bert Brecht u. a. Sanssouci Verlag, Zürich 1962
- Die Elf Scharfrichter. Mit Texten von Frank Wedekind u. a. Sanssouci Verlag, Zürich 1962
- Bretter, die die Zeit bedeuten: die Kulturgeschichte des Kabaretts. Kiepenheuer & Witsch, Köln 1967; Deutscher Taschenbuch-Verlag, München 1971: ISBN 3-423-00743-5 und ISBN 3-423-00744-3
- Fünfundvierzig: Roman Piper, München 1994; ISBN 3-492-03727-5
- Das Dritte Reich: Entstehungs- und Entwicklungsgeschichte. Eine dokumentarische Collage von Heinz Greul. Preiser, Wien. Ausgabe auf 2 LPs: 1982, Ausgabe auf 1 CD: 1997